# Dani Morer
Daniel "Dani" Morer Cabrera (Mataró, 1998. február 5. –) spanyol labdarúgó, a Barcelona B játékosa.

## Pályafutása

### Klubcsapatokban
Mataróban született, tizenegy éves korában csatlakozott az FC Barcelona akadémiájához.
2017. április 29-én nevezték először a B csapatban az AE Prat elleni mérkőzésen, de nem kapott játéklehetőséget.
2017. augusztus 19-én csereként debütált a spanyol másodosztályban a Real Valladolid elleni 2–1-es győzelem alkalmával, amikor a 80. játékpercben Marc Cardonát váltotta. Majdhogynem két év és két hónap után szerezte meg első gólját, az Orihuela CF elleni összecsapáson.
2019. november 23-án a felnőtt csapat vezetőedzője, Ernesto Valverde nevezte a Leganés elleni bajnoki mérkőzésre.

#### FC Famalicão
2020. szeptember 3-án megvásárolták az FC Barcelona csapatától.

## Statisztika
2022. május 20-i állapot szerint.
| Klub              | Szezon           | Bajnokság          | Bajnokság | Bajnokság | Kupa  | Kupa  | Nemzetközi | Nemzetközi | Egyéb | Egyéb | Összes | Összes |
| Klub              | Szezon           | Bajnokság          | Mérk.     | Gólok     | Mérk. | Gólok | Mérk.      | Gólok      | Mérk. | Gólok | Mérk.  | Gólok  |
| ----------------- | ---------------- | ------------------ | --------- | --------- | ----- | ----- | ---------- | ---------- | ----- | ----- | ------ | ------ |
| Barcelona B       | 2017–18          | Segunda División   | 6         | 0         | —     | —     | —          | —          | —     | —     | 6      | 0      |
| Barcelona B       | 2018–19          | Segunda División B | 12        | 0         | —     | —     | —          | —          | —     | —     | 12     | 0      |
| Barcelona B       | 2019–20          | Segunda División B | 21        | 2         | —     | —     | —          | —          | —     | —     | 21     | 2      |
| Barcelona B       | Összesen         | Összesen           | 39        | 2         | —     | —     | —          | —          | —     | —     | 39     | 2      |
| Famalicão         | 2020/21          | Liga NOS           | 7         | 0         | 2     | 0     | 0          | 0          | 0     | 0     | 9      | 0      |
| Famalicão         | 2021/22          | Liga NOS           | 0         | 0         | 1     | 0     | —          | —          | —     | —     | 1      | 0      |
| Famalicão         | Összesen         | Összesen           | 7         | 0         | 3     | 0     | 0          | 0          | 0     | 0     | 10     | 0      |
| Andorra (kölcsön) | 2021/22          | Primera División   | 31        | 1         | 1     | 0     | —          | —          | —     | —     | 32     | 1      |
| Andorra (kölcsön) | Összesen         | Összesen           | 31        | 1         | 1     | 0     | 0          | 0          | 0     | 0     | 32     | 1      |
| Karrier összesen  | Karrier összesen | Karrier összesen   | 77        | 3         | 4     | 0     | 0          | 0          | 0     | 0     | 81     | 3      |